# Burg Homboll
Die Burg Homboll, auch Homburg oder Altes Schloss genannt, ist die Ruine einer Höhenburg auf der Gemarkung der Gemeinde Hilzingen im baden-württembergischen Landkreis Konstanz in Deutschland.

## Geografische Lage
Die Burg liegt rund 1.500 Meter südwestlich von Weiterdingen westlich des Ortsteils Binningen bei 677,7 m ü. NHN oberhalb des Hofguts Homboll. Der Burgberg Homboll ist heute von Bäumen und Büschen bewachsen.

## Geschichte
Über die Burg gibt es bisher viele widersprüchliche Angaben. Die Burg wurde im Jahr 1423 urkundlich ersterwähnt, aber wohl um 1400 erbaut. Sie soll ein Reichslehen und seit 1415 im Besitz der jüngeren Linie derer von Stoffeln gewesen sein. Mit dem Stoffelnschen Besitz war sie nach 1579 und dann endgültig seit 1623 im Besitz der Herren von Hornstein. Ihre Zerstörung erfolgte angeblich im Dreißigjährigen Krieg, nach anderen Angaben war sie bereits 1561 eine Ruine.

## Beschreibung
Auf dem noch etwa 20 Meter hoch aufragenden, rundlichen Hügel erhielt sich ein fünf auf sieben Meter großes Fundament, das als Rest eines Bergfrieds gedeutet. Erschlossen ist der Burgberg über eine steile Rampe an der Ostseite. Den Gipfel, ausgenommen die Südseite, umlaufen Wall- und Grabenreste. Ausgehend von den fünf Meter hohen Mauerresten wird die Grundfläche der ehemaligen Burganlage auf 11 m × 11 m taxiert. Sie weisen eine Stärke von bis zu zweieinhalb Meter auf.